# Nationale fietsroutes van Denemarken

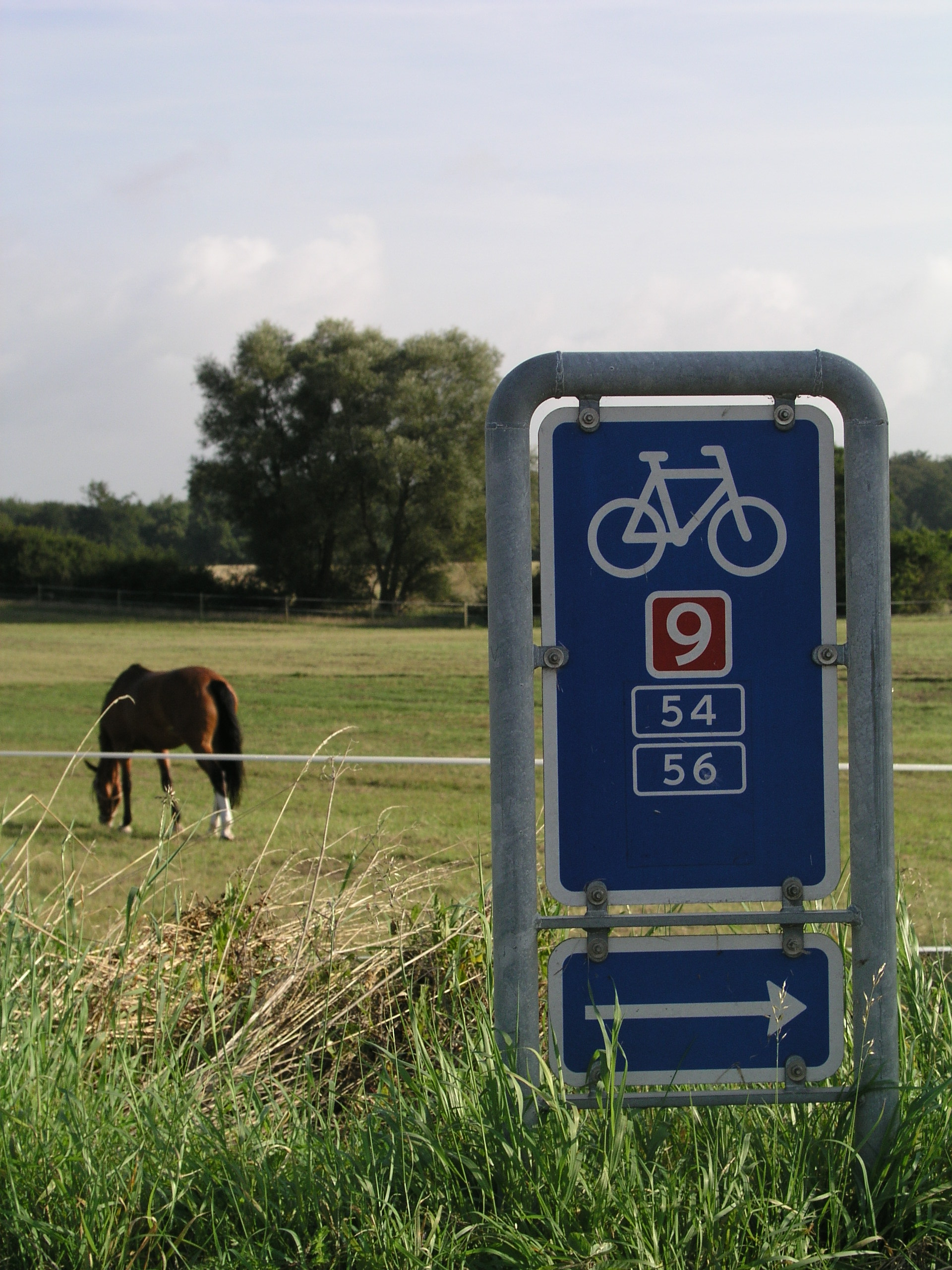

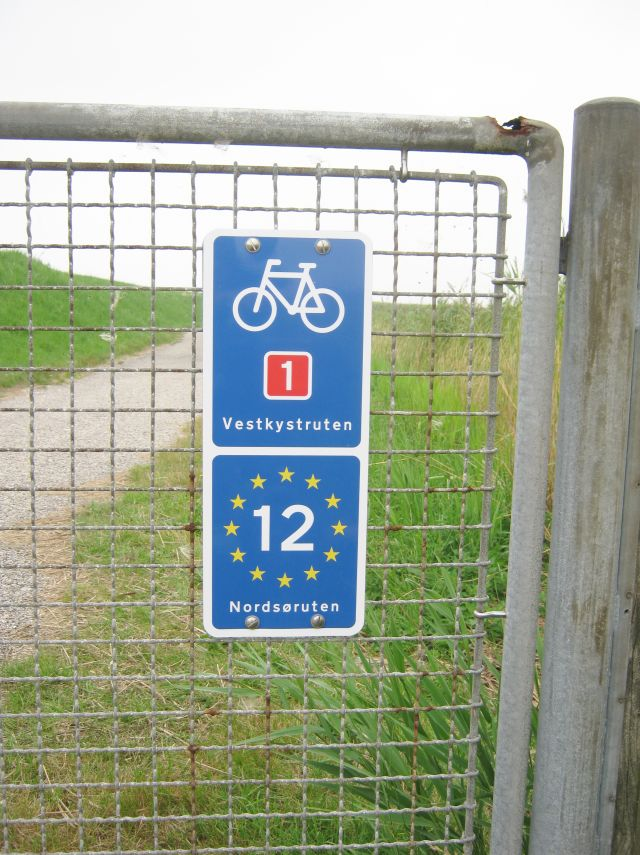

De nationale fietsroutes van Denemarken (Deens: Danmarks nationale cykelruter) zijn een netwerk van elf fietsroutes in Denemarken. Het fietsnetwerk werd eind jaren 1980 opgezet. Alle fietsroutes zijn bewegwijzerd in twee richtingen.
De fietsroutes doorkruisen het land en zijn genummerd. Een nationale fietsroute is te herkennen aan de letter "N" gevolgd door een nummer. De nummers zijn wit op een rode achtergrond, de bewegwijzering wit op een blauwe achtergrond. 
- N1 - Westkustroute (Deens: Vestkystruten)
- N2 - Hanstholm-Kopenhagen (Deens: Hanstholm-København)
- N3 - Ossenwegroute (Deens: Hærvejensruten)
- N4 - Kopenhagen-Søndervig (Deens: København-Søndervig)
- N5 - Oostkustroute (Deens: Østkystruten)
- N6 - Esbjerg-Kopenhagen (Deens: Esbjerg-København)
- N7 - Sjællands Odde-Rødbyhavn
- N8 - Baltische Route (Deens: Østersøruten)
- N9 - Gedser-Helsingør
- N10 - Rond Bornholm (Deens: Bornholm Rundt)
- N12 - Limfjordroute (Deens: Limfjordsruten)